# Tucat

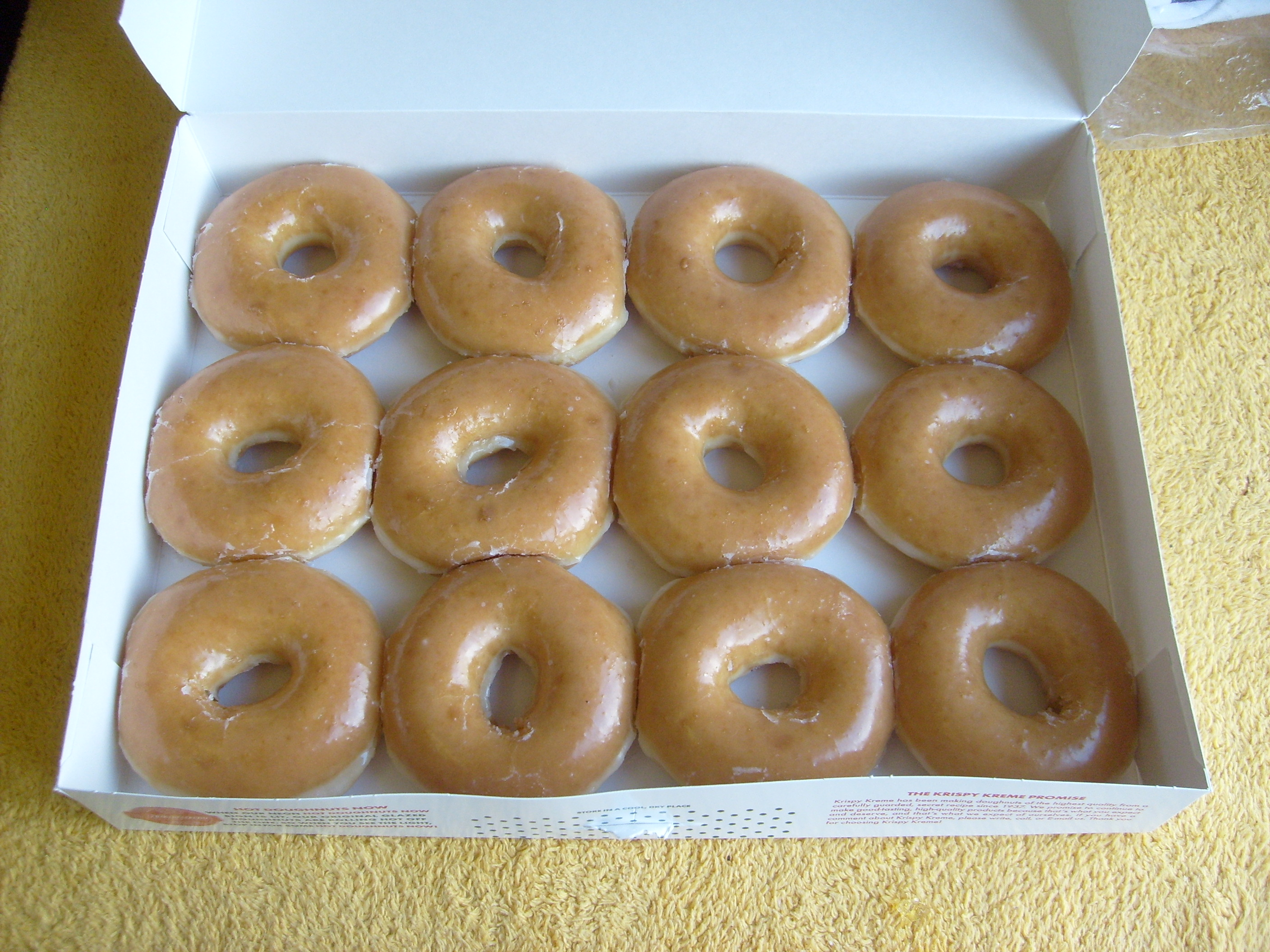
Egy tucat fánk

A tucat egy másik szó a tizenkettő leírására. Feltehetően újlatin közvetítéssel a latin duodecim szóból származik, bár ősibb eredetre bukkanni az indiai nyelvekben: a tamil tadzsan (tucat), illetve a szanszkrit dvádazan (tizenkettő) és a pahlavi dwazdah (tizenkettő) szavakban. A tucat alapszám, erre épül a tizenkettes számrendszer is.
A francia douzaine szó jelentése „tizenkét darab” vagy „kb. tizenkettő”; érdekes, hogy van több hasonló szavuk is, mint például a quinzaine („kb. 15”), vingtaine („kb. 20”), a centaine („kb. 100”), stb.

## Hosszútucat
A péktucat vagy hosszútucat egyes helyeken a 13 megjelölése. Angolul Baker’s dozen, pék tucatja. A kifejezés eredete a XIII. századba nyúlik vissza, amikor a pékáru minimum tömegét rendelet szabályozta. Akkoriban, hogy biztosan kijöjjön a csomag tömege, a pékek tizenkét kenyérhez vagy zsemléhez egy tizenharmadik, „ajándék” darabot adtak, nehogy a bizonytalan sütés utáni tömeg miatt megbüntessék őket. Ennek a gyakorlatnak lett a neve péktucat, ami később a céhek szabályaiba is bekerült. Egy másik lehetséges magyarázat, hogy egy téglalap alakú tepsin egyforma távolságra elhelyezett tészta praktikus elosztása a 4+5+4 elrendezés, de ez nem magyarázza, miért kellett egybecsomagolni 13 darabot.

## Nagytucat
Tizenkét tucat alkot egy nagytucatot, azaz 144-et (122). A nagytucat a magyar nyelvben grossz formában is ismert például kereskedelmi darabmértékként. Tizenkét nagytucat (1728, 123) egy nagy grossz, ezt a hajózásban és a kereskedelemben használják. A grossz szó a francia Gros-ból (ejtsd: gró) származik, eredeti jelentése nagy, erős, durva, továbbá egyes dolgoknak sokasága, egy egésszé való összefoglalása.

## Kialakulása
Kr. e. a harmadik évezredben Mezopotámiában és Egyiptomban az elárasztott földterület pontos kimérése és adóztatása miatt alkalmazták a csomókkal 12 egyenlő részre (könyök, öl) osztott kötelet. Ennek segítségével kitűzhető a 3 – 4 – 5 oldalú háromszög, amely derékszögű. A földmérőket kötélhúzóknak, (görögül „harpedonaptae”, angolul „rope stretchers”) nevezték. Az időmérés egységét, az órát ugyancsak a 12 osztatú kötéllel mérték ki, a napjárás körívét kétszer 12 – nappali és éjszakai – részre osztva. A pontos mérések a geometria és az asztronómia tudományának kialakulását segítették elő.
A tizenkettes alapú számlálásnak az alapja ugyanúgy az emberi anatómia, mint a tízes számrendszer elterjedésénél, de itt a számlálásnál nem a két kéz ujjait használták, hanem a kéz mutató-, középső-, gyűrűs- és kisujjának ujjperceit (4×3=12), amiket számolás közben hüvelykujjal megérintve követhetővé válik a művelet. A fizetéssel kapcsolatban gesztussá vált mozdulat – az ujjak hegyének összedörzsölése – is erre vezethető vissza.